# Hypothyris fugitiva
Hypothyris fugitiva är en fjärilsart som beskrevs av Fox 1941. Hypothyris fugitiva ingår i släktet Hypothyris och familjen praktfjärilar. Inga underarter finns listade i Catalogue of Life.